# Suquet
Suquet is een historisch merk van motorfietsen, gevoerd door de firma Ets. Suquet Frères, Courbevoie (1929-1934). Dit Franse merk bouwde lichte modellen met 98- en 124 cc Aubier Dunne-blokken.